# Лотоцкий, Ананий Алексеевич
Ана́ний Алексе́евич Лото́цкий (13 октября 1859 — после 1917) — член IV Государственной думы от Волынской губернии, священник.

## Биография
Православный. Окончил Волынскую духовную семинарию (1881). Священствовал в селе Милятине Острожского уезда.
Кроме того, был духовным следователем (1883—1908), уездным наблюдателем (1902—1904), а с 1904 года — непременным членом Острожского уездного отдела Волынского епархиального училищного совета. С 1900 года печатался в «Волынских епархиальных ведомостях» и других изданиях. За особые труды по народному образованию получил в награду от Синода Библию.
В 1912 году был избран членом Государственной думы от Волынской губернии. Входил во фракцию правых, после её раскола в ноябре 1916 — в группу независимых правых во главе с князем Б. А. Голицыным. Состоял членом комиссий: финансовой, сельскохозяйственной, по народному образованию и бюджетной.
После Февральской революции был командирован Временным комитетом Государственной думы в Острожский уезд.
Дальнейшая судьба неизвестна. Был вдовцом, имел дочь.